# Quettabyte
El quettabyte es una unidad de almacenamiento, cuyo símbolo es QetBt.
La palabra quetta deriva de una variación de la palabra en pashto "Kwatkōṭ" la cual es kit y cuyo significado es «portal».
Más información sobre este prefijo aquí
Aquí una tabla comparando las diferentes unidades de medida:
| Unidades de almacenamiento | Abreviacion | Prefijo | Valor (potencias) | Valor                           |
| -------------------------- | ----------- | ------- | ----------------- | ------------------------------- |
| Bit                        | B           | No hay  | 100               | 1                               |
| Kilobit                    | KB          | Kilo-   | 103               | 1000                            |
| Megabit                    | MB          | Mega-   | 106               | 1000000                         |
| Gigabit                    | GB          | Giga-   | 109               | 1000000000                      |
| Terabit                    | TB          | Tera-   | 1012              | 1000000000000                   |
| Petabit                    | PB          | Peta-   | 1015              | 1000000000000000                |
| Exabit                     | EB          | Exa-    | 1018              | 1000000000000000000             |
| Zettabit                   | ZB          | Zetta-  | 1021              | 1000000000000000000000          |
| Yottabit                   | YB          | Yotta-  | 1024              | 1000000000000000000000000       |
| Quettabit                  | QB          | Quetta- | 1030              | 1000000000000000000000000000000 |

Como se ve, la unidad de medida Quettabyte es una unidad equivalente a 10 elevado a 30.